# Hyposada lycaugesaria
Hyposada lycaugesaria là một loài bướm đêm trong họ Erebidae.